# Antonia Fotaras
Antonia Fotaras (Roma, 10 settembre 1999) è un'attrice italiana, conosciuta al grande pubblico per il ruolo di Ade Bruno nella serie televisiva Luna nera.

## Biografia
Nata a Roma, da madre italiana e padre greco, la sua passione per la recitazione nasce alle elementari, attraverso l'adesione a un corso di recitazione teatrale. Crescendo ha poi proseguito a coltivare questa sua passione attraverso un corso di recitazione con la compagnia teatrale Work Art Society nel 2014 e in seguito delle lezioni private, dal 2016 al 2018.

## Carriera
In ambito teatrale, nel 2007 ha esordito nella messa in scena della Fabbrica di Cioccolato, al Teatro Vascello di Roma, per poi proseguire con diversi ruoli in altre produzioni: l'Orestea (2015), la Medea (2016), la Divina Commedia (2016) e le Baccanti (2016).
Il primo ruolo cinematografico che ottiene è per il lungometraggio Il primo re (2018), diretto da Matteo Rovere, a cui seguiranno partecipazioni ad altri film come: Addio al nubilato (2021), Il silenzio grande (2021) e La prima regola (2022).
Nel 2018 ottiene il suo primo ruolo televisivo, come protagonista in un episodio della fiction Don Matteo, prodotta dalla Rai. In contemporanea partecipa alla serie televisiva Skam Italia, prodotta inizialmente da TIMvision e poi passata in collaborazione con Netflix: interpreterà il ruolo di Laura Pandakovic in modo ricorrente nel corso delle prime quattro stagioni.
Nel 2019 entra a far parte della miniserie televisiva Il nome della rosa, dove ha affiancato John Turturro, Rupert Everett e Damian Hardung. Sempre nello stesso anno, invece, viene ingaggiata come protagonista nella miniserie televisiva Mentre ero via, prodotta da Rai Fiction.
Nel 2020 viene scelta per interpretare il ruolo della protagonista, Ade Bruno, nella produzione fantasy di Netflix Luna nera: ambientato durante la persecuzione delle streghe per mano della Santa Inquisizione nel XVII secolo; la serie televisiva si basa sul romanzo Le città Perdute. Luna Nera di Tiziana Triana.
Nel 2023 viene scelta come co-protagonista per la produzione Sky Italia Un'estate fa, dove reciterà al fianco di Lino Guanciale, Filippo Scotti e Claudia Pandolfi.

## Vita privata
Antonia è poliglotta, le lingue che parla sono in tutto sei: l'italiano, l'inglese, il francese, il tedesco, lo spagnolo e il greco moderno.
Ha una passione per gli sport, tanto da averne praticati diversi nel corso della sua adolescenza, tra questi ci sono: equitazione, yoga, pattinaggio artistico e nuoto sincronizzato.

## Filmografia

### Cinema
- Il primo re, regia di Matteo Rovere (2019)
- Addio al nubilato, regia di Francesco Apolloni (2021)
- Il silenzio grande, regia di Alessandro Gassmann (2021)
- La prima regola, regia di Massimiliano D'Epiro (2022)
- Una fottuta bugia, regia di Gianluca Ansanelli (2024)

### Televisione
- Don Matteo – serie TV, episodio 11x05 (2018)
- Skam Italia – serie TV, 15 episodi (2018-2020)
- Il nome della rosa – miniserie TV, 8 episodi (2019)
- Mentre ero via – miniserie TV, 6 episodi (2019)
- Luna nera – serie TV, 6 episodi (2020)
- Un'estate fa, regia di Davide Marengo e Marta Savina – miniserie TV (2023)

### Cortometraggi
- Si sospetta il movente passionale con l'aggravante dei futili motivi, regia di Cosimo Alemà (2018)

### Videoclip musicali
- Lettera d'amore di Don Diegoh & Ice One, regia di Matteo Russo (2016)
- Spostato in un secondo di Marco Masini, regia di Mauro Russo (2017)